# Sarrià de Ter
Sarrià de Ter è un comune spagnolo di 3 708 abitanti situato nella comunità autonoma della Catalogna.